# Grand Interrègne
Pour les articles homonymes, voir Interrègne.

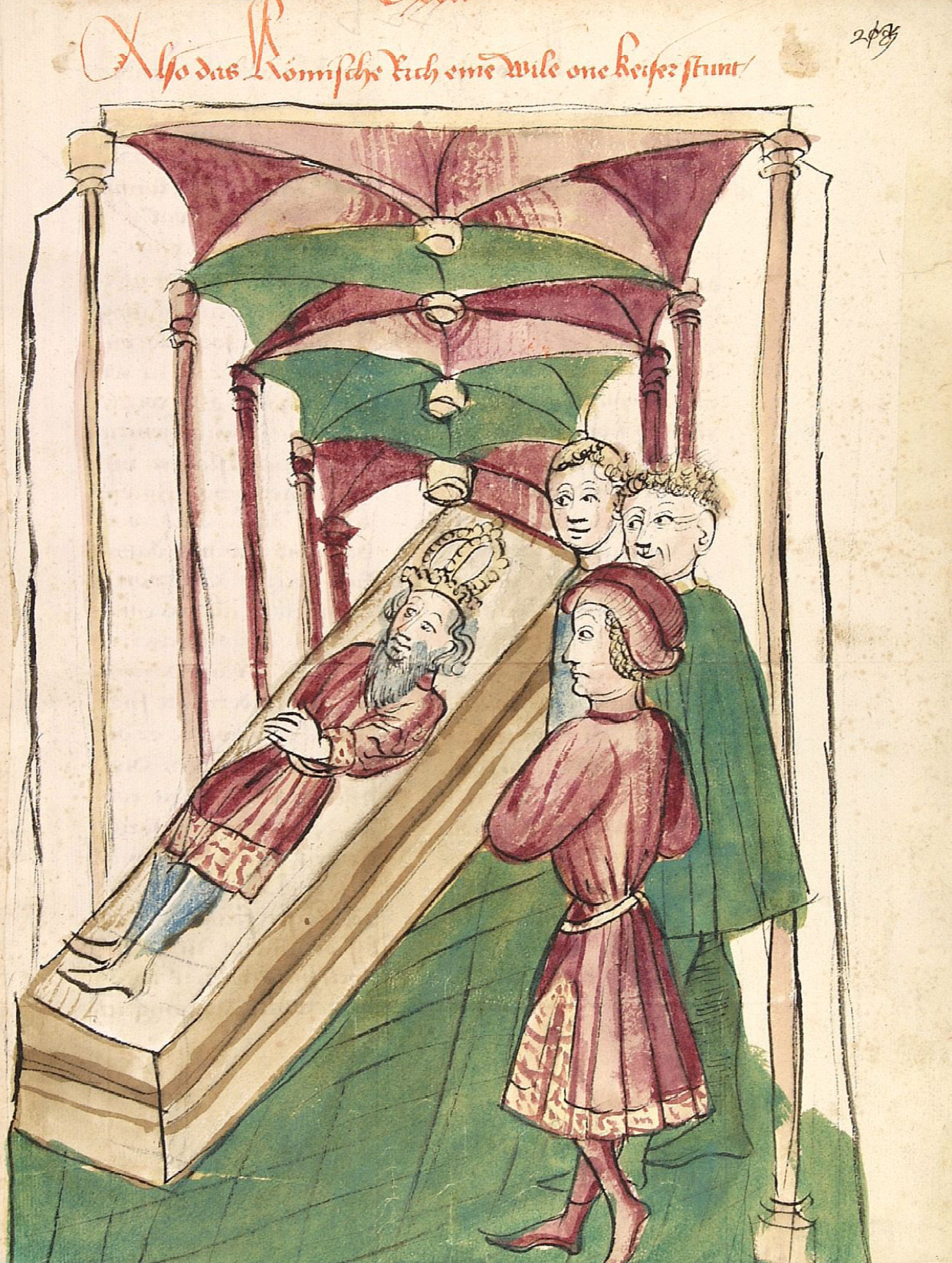
Lorsque l'Empire romain pour un temps se trouvait sans un empereur, extrait d'un manuscrit de Diebold Lauber (vers 1450).

Le Grand Interrègne (du latin : interregnum, cf. interroi) est la période entre 1250 et 1273 durant laquelle le trône impérial du Saint-Empire romain est vacant. Il est le résultat de la lutte victorieuse de la Papauté sur la maison de Hohenstaufen qui culmine avec la vacance du trône impérial. 
L'époque est dominée par une conception théocratique du droit public soutenue par la faction des guelfes, à laquelle s'opposent les Hohenstaufen. En 1245, le pape Innocent IV prend l'initiative de déposer l'empereur Frédéric II. Frédéric meurt cinq ans plus tard et la papauté ne parvient pas à imposer un prince guelfe à sa succession. Il s'ensuit une compétition sanglante entre les princes du Saint-Empire jusqu'à ce qu'ils élisent roi des Romains, en 1273, un comte souabe : Rodolphe Ier de Habsbourg.

## Origines
Frédéric II est à la fois empereur du Saint-Empire et roi de Sicile; les tensions avec les États pontificaux qui en résultent provoquent sa première destitution par le pape Grégoire IX en 1239. Le pape meurt peu après ; néanmoins la situation se dégrade dramatiquement à la suite de la révolte des archevêques de Mayence et Cologne, puis par l'élection du pape Innocent IV en 1243. Le 3 janvier 1245, celui-ci convoque le concile de Lyon ; l'assemblée commence le 26 juin 1245 et se conclut par la destitution de l'empereur par le pape en sa qualité de vicaire du Christ.
À la suite de la mort de Frédéric II le 13 décembre 1250, le pouvoir impérial se trouve affaibli face à la papauté. La papauté trouve d'ailleurs un champion contre les successeurs de Frédéric dans la personne de Charles Ier d'Anjou. Ce dernier est investi du royaume de Sicile par le pape en 1266, au détriment des mêmes successeurs de Frédéric II, également rois de Sicile. 
D'autre part, l'héritier légal de l'Empire, Conrad IV de Hohenstaufen, fils de Frédéric II, meurt en 1254 ne laissant que son fils Conradin âgé de 2 ans pour lui succéder. Ceci divise les électeurs sur le choix d'un nouvel empereur. Ils hésitent entre Richard de Cornouailles, beau-frère de Frédéric II, et Alphonse X de Castille, un petit-fils de Philippe de Souabe. Le pape s'oppose toutefois à ces deux prétendants. Par ailleurs, Guillaume II de Hollande est déjà déclaré antiroi en 1248 ; après le décès de Conrad IV, il a acquis une meilleure reconnaissance mais il est tué deux ans plus tard. 
Devant l'impasse, le pape propose la couronne du Saint-Empire au roi de Bohême, Ottokar II. D'autres prétendants se font connaître : le duc, Louis II de Bavière et même le roi de France Philippe III le Hardi. L'autre candidat envisagé, Conradin, dernier descendant de Frédéric II, est battu par Charles Ier d'Anjou pour ensuite être exécuté par celui-ci en 1268.
La question est réglée en 1273 lorsque les électeurs, menés par les princes ecclésiastiques et Louis II de Bavière, portent leur choix sur le comte Rodolphe Ier de Habsbourg, malgré la résistance acharnée du roi Ottokar II de Bohême. Rodolphe est choisi pour ses compétences militaires et son sens de l'organisation. Le pape Grégoire X entérine également ce choix puisqu'il désire que l'ordre soit rétabli en Allemagne.

## Conséquences
L'une des conséquences immédiate et éphémère du Grand Interrègne est l'accroissement de la puissance du parti guelfe ainsi que de Charles d'Anjou, nouveau roi de Sicile. L'opposition gibeline a perdu sa tête dirigeante, le roi angevin peut alors faire sentir son influence en Italie centrale et septentrionale. 
L'autre conséquence plus durable est la décentralisation au sein de l'Empire. La plupart des princes et villes allemandes profitent de la vacance du trône pour atteindre une indépendance par rapport au pouvoir central. Ce manque d'unité doit dès lors caractériser l'Allemagne jusqu'au XIXe siècle.
La dernière conséquence de cette période est le début de l'importance de la famille de Rodolphe de Habsbourg en Europe centrale. La famille Habsbourg devient l'une des plus puissantes d'Europe et ses membres, règnent d'une manière ininterrompue sur le Saint-Empire romain de 1438 jusqu'à la fin de celui ci en 1804.